# 郑云叟
鄭遨（866年—939年），字雲叟，唐末五代詩人，滑州白馬縣（今河南滑縣東）人。唐昭宗时考进士不第，入少室山作道士，又移居华阴，种田自给。所作诗多消极避世思想，间有同情人民疾苦及揭露统治阶级腐朽生活的篇章。有“高士”、“逍遙先生”之称。存詩十七首在《全唐詩》中。